# Gerd Deutschmann (acteur)
Pour les articles homonymes, voir Deutschmann et Gerd Deutschmann.
Gerd Deutschmann (né le 24 juillet 1935 à Munich et mort le 21 décembre 2011), est un acteur allemand de cinéma.

## Biographie
Gerd Deutschmann commence sa carrière en tant que comédien de théâtre avant de devenir chauffeur de taxi pour gagner sa vie. À partir des années 1970, il joue dans diverses séries télévisées allemandes, notamment Tatort. De 1974 à 2004, Gerd Deutschmann a eu une vingtaine de rôles dans des téléfilms et séries télés.
En 2006, il fait de la publicité aux côtés de David Beckham et Thierry Henry, pour la boisson gazeuse Pepsi. De 2008 à 2011, il incarne le Captain Iglo pour la marque de poissons panés du même nom.
Marié, il a deux filles. Il meurt le 21 décembre 2011, à l'âge de 76 ans.